# Glasgow (Oregon)
Glasgow – jednostka osadnicza w Stanach Zjednoczonych, w stanie Oregon, w hrabstwie Coos.